# Henry Hare Dugmore
Henry Hare Dugmore (1810 – 1896) è stato un missionario, scrittore e traduttore inglese.
È divenuto noto per aver elaborato l'attuale alfabeto per la trascrizione della lingua Xhosa e per averne effettuato la prima traduzione della Bibbia.

## Biografia
Dugmore nacque nel 1810 e fu battezzato il 5 giugno dello stesso anno a Birmingham, Inghilterra.
A causa di un grande debito finanziario scaturito da una fideiussione da parte di un parente deceduto del padre, la famiglia di Dugmore fu costretta a emigrare in Sudafrica.
Nel 1830 egli divenne un membro della chiesa metodistica di Wesley e, successivamente, venne dichiarato successore del missionario William Boyce, operante nella provincia del Capo Orientale.
Durante questo periodo, Dugmore, iniziò a studiare la lingua del popolo Xhosa, della quale divenne un profondo conoscitore. Dedicò i seguenti vent'anni della sua vita proprio al suo lavoro da missionario, realizzando, proprio per la lingua Xhosa, un alfabeto che utilizzerà anche per tradurre la Bibbia. Inoltre, si dedicò alla scrittura di svariati inni sacri, alcuni utilizzati ancora oggi.
Nel 1860 si trasferì a Queenstown, dove trascorse il resto della sua vita. Qui continuò a tenersi attivo come missionario, entrando a far parte di svariate fondazioni e organizzazioni, tenendo anche alcune conferenze su argomenti sia religiosi che laici sia in lingua inglese che in lingua Xhosa.